# Jørgen Jensen (Prähistoriker)
Jørgen Jensen (* 30. Juli 1936 in Aarhus; † 2. März 2008) war ein dänischer Historiker und Archäologe, der 1992 mit dem Søren-Gyldendal-Preis ausgezeichnet wurde.

## Leben
Nach dem Schulbesuch studierte Jensen nordische Archäologie und europäische Vor- und Frühgeschichte an der Universität Kopenhagen und schloss dieses Studium 1965 mit einem Magister ab, wobei er bereits 1962 für eine Abhandlung mit der Goldmedaille der Universität ausgezeichnet wurde.
Neben seinen anschließenden Forschungen war er Mitarbeiter des Dänischen Nationalmuseums und verantwortlich für zahlreiche Ausstellungen, insbesondere zur Bronzezeit. Sein literarisches Debüt gab er 1978 mit Bronzealderen aus der Reihe Sesams Danmarkshistorie. Zwischen 1979 und 1983 sowie 1986 bis 1990 war er ständiger Diskussionsteilnehmer bei Hvad er det?, einer populären Archäologie-Fernsehsendung von Danmarks Radio, und schrieb 1988 Politikens og Gyldendals Danmarkshistorie. Jensen, der zeitweise Mitarbeiter der University of California, Berkeley sowie des Humanistischen Forschungszentrums der Universität Kopenhagen war, wurde 1989 Mitglied der Königlich Dänischen Akademie der Wissenschaften und erhielt 1992 den Søren-Gyldendal-Preis für sein fachliterarisches Werk. 1998 war er Autor des zehnten Bandes und des Ergänzungsbandes der zwischen 1994 und 2002 erschienenen Den Store Danske Encyklopædi. 1999 erwarb er einen Doktor der Philosophie mit einer Dissertation mit dem Titel Manden i Kisten. Hvad bronzealderens gravhøje gemte und verfasste zwischen 2001 und 2004 sein Hauptwerk, die vierbändige Darstellung Danmarks oldtid mit den Einzelbänden Stenalder (2001), Bronzealder (2002), Ældre Jernalder (2003) und Yngre Jernalder og Vikingetid (2004). Für diese Darstellung erhielt er 2004 den Weekendavisens litteraturpris sowie 2005 den Amalienborg-prisen und den H.O. Lange-Prisen.

## Weitere Werke
- Dansk social historie I (1979)
- Nordens Guld (1982)
- Gyldendal og Politikens Danmarkshistorie, Erster Band (1988)
- Thomsens Museum (1992)
- Et archæologisk Vikingetog. J. J. A. Worsaaes rejse til England, Skotland og Irland 1846-47 (2007)